# Yours to Keep
Yours to Keep är The Strokes-gitarristen Albert Hammond Jrs debutalbum som soloartist, utgivet 2006. 
Den första singeln från skivan, "Everyone Gets a Star" blev släppt genom nerladdning. Den första singeln som blev släppt på skiva är "Back to the 101". Albert fick bland annat hjälp från Sean Lennon som Albert gick i skola med på Institut Le Rosey. Julian Casablancas som är frontman i The Strokes medverkar som basist och bakgrundssångare på "Scared".

## Låtlista
1. "Cartoon Music for Superheroes" - 2:04
2. "In Transit" - 3:33
3. "Everyone Gets a Star" - 3:05
4. "Bright Young Thing" - 3:13
5. "Blue Skies" - 3:17
6. "Back to the 101" ("101" i USA) - 3:27
7. "Call An Ambulance" - 3:11
8. "Scared" - 4:42
9. "Holiday" - 3:08
10. "Hard to Live (In the City)" ("Hard to Live in the City" i USA) - 5:23
11. "Well...All Right" - 2:20 (Bonusspår på Nordamerikansk utgåva)
12. "Postal Blowfish" - 2:27 (Bonusspår på Nordamerikansk utgåva)
13. "101" [Enhanced CD Music Video] (Bonusspår på Nordamerikansk utgåva)